# Eupithecia obscurissima
Eupithecia obscurissima là một loài bướm đêm trong họ Geometridae.